# Luis Vergara Ahumada
Luis Vergara Ahumada (La Serena, Chile, 8 de septiembre de 1917 - La Paz, Bolivia, 16 de enero de 1987) fue un pintor chileno. Realizó sus estudios en el Instituto Pinochet-Lebrún en la ciudad de Valparaíso y también en España en la Real Academia de Bellas Artes de San Fernando.
Viajó por varios países de América, en los que dejó su huella en importantes obras relativas a gestas históricas, tales como La Pedrada de Andrés Castro (1964), relativa a la Batalla de San Jacinto en Nicaragua, la cual se encuentra en la hacienda San Jacinto, escenario de dicha batalla el 14 de septiembre de 1856. Pintó otras obras de personajes particulares como el retrato de la nicaragüense Myriam Navarro de Novoa en Managua entre 1960 y 1966. Dicho cuadro sobrevivió el terremoto de Managua en 1972. También retrató a miembros de la familia Somoza. 
En El Salvador, Vergara pintó sendos cuadros entre los años 1957 y 1959 con la asesoría del historiador Jorge Lardé y Larín que representan importantes hechos y personajes de la época independentista, tales como: Primer Grito de Independencia, Firma del Acta de Independencia y El ocaso de un Sol, todas ubicadas en la ex Casa Presidencial de ese país. Las dos primeras obras han sido reproducidas en numerosas formas, ya sea en billetes, cromos, afiches y sellos postales. También en Colombia realizó un cuadro del presidente Marco Fidel Suárez.
Sus padres fueron Pedro Alejandrino Vergara Cortez y Luisa Ahumada Martínez. En Chile contrajo matrimonio con Aída del Carmen Villarroel Busto, con quien procreó a dos hijos: Tristán e Isolda Vergara Villaroel; otro hijo del pintor es Luis Alejandro Vergara Arteaga, nacido en Nicaragua.

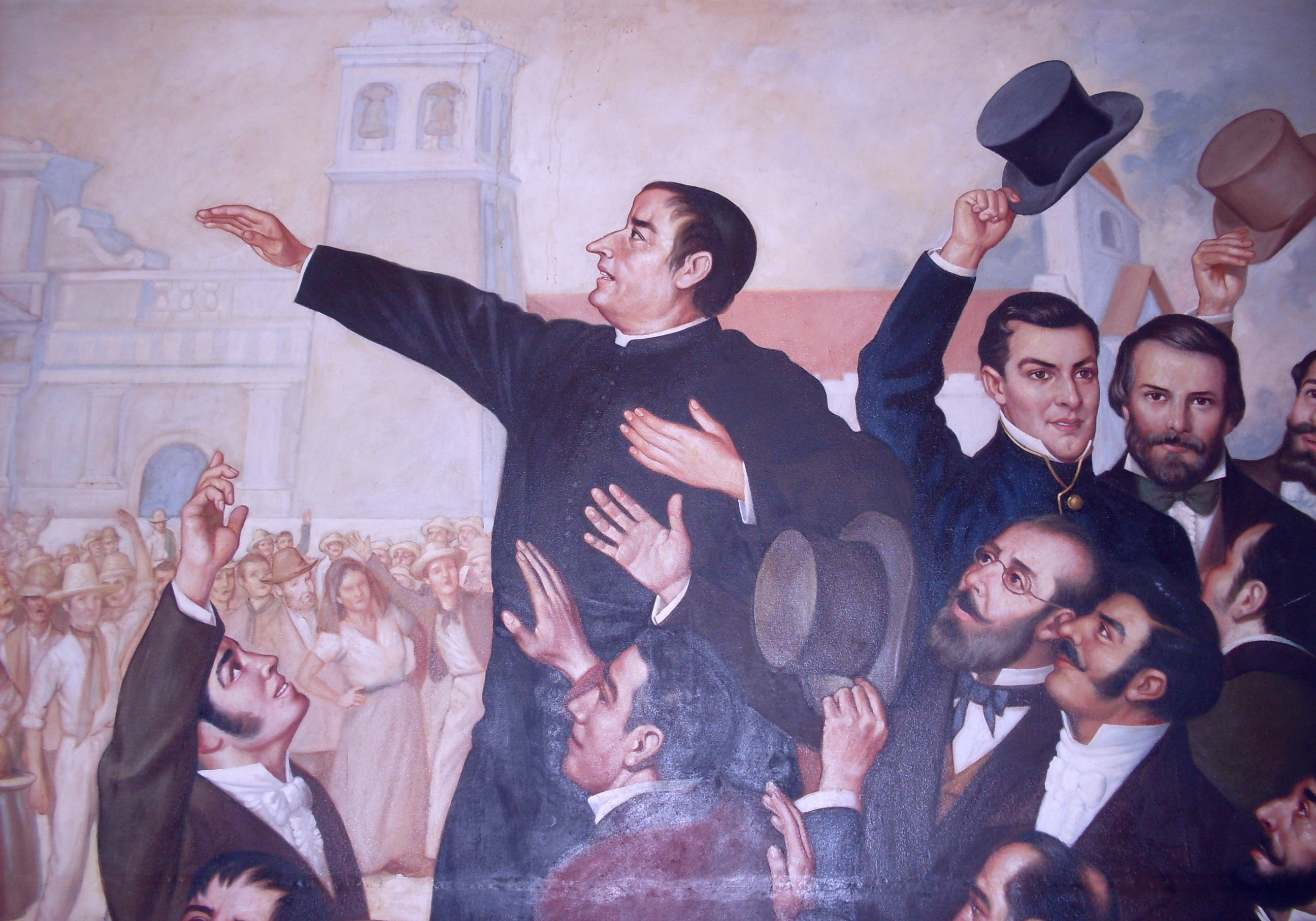
Detalle del Primer Grito de Independencia.
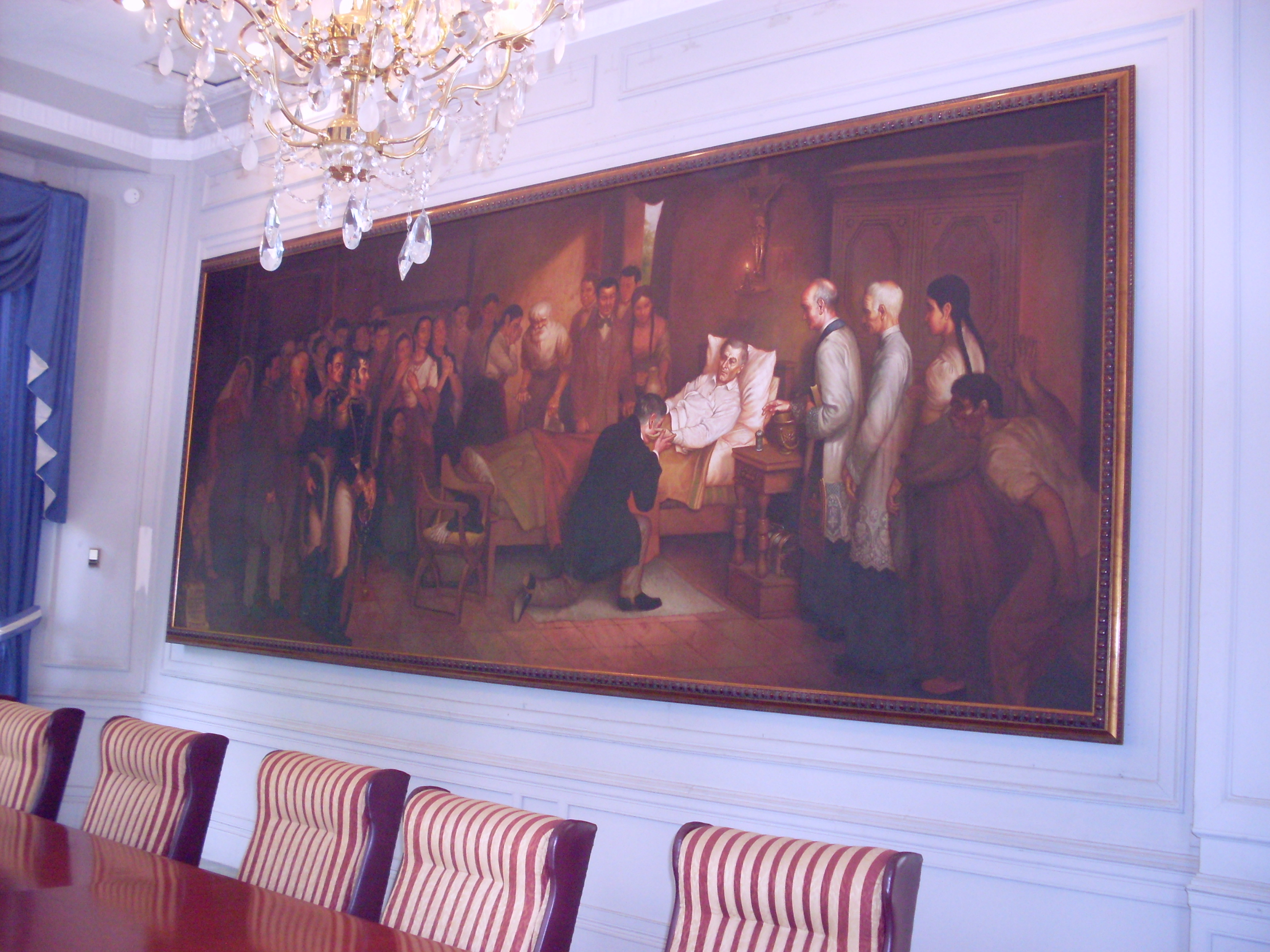
El ocaso de un Sol.
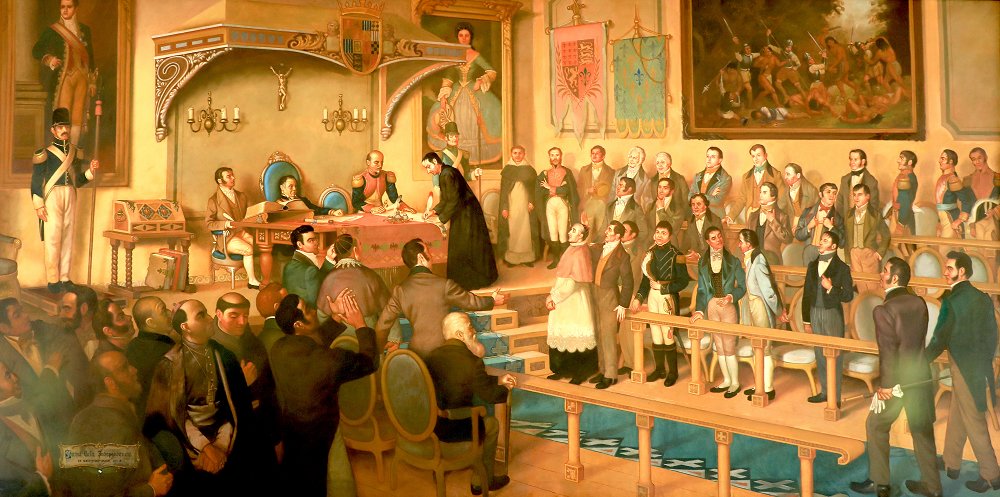
La firma del Acta de Independencia de Centroamérica.
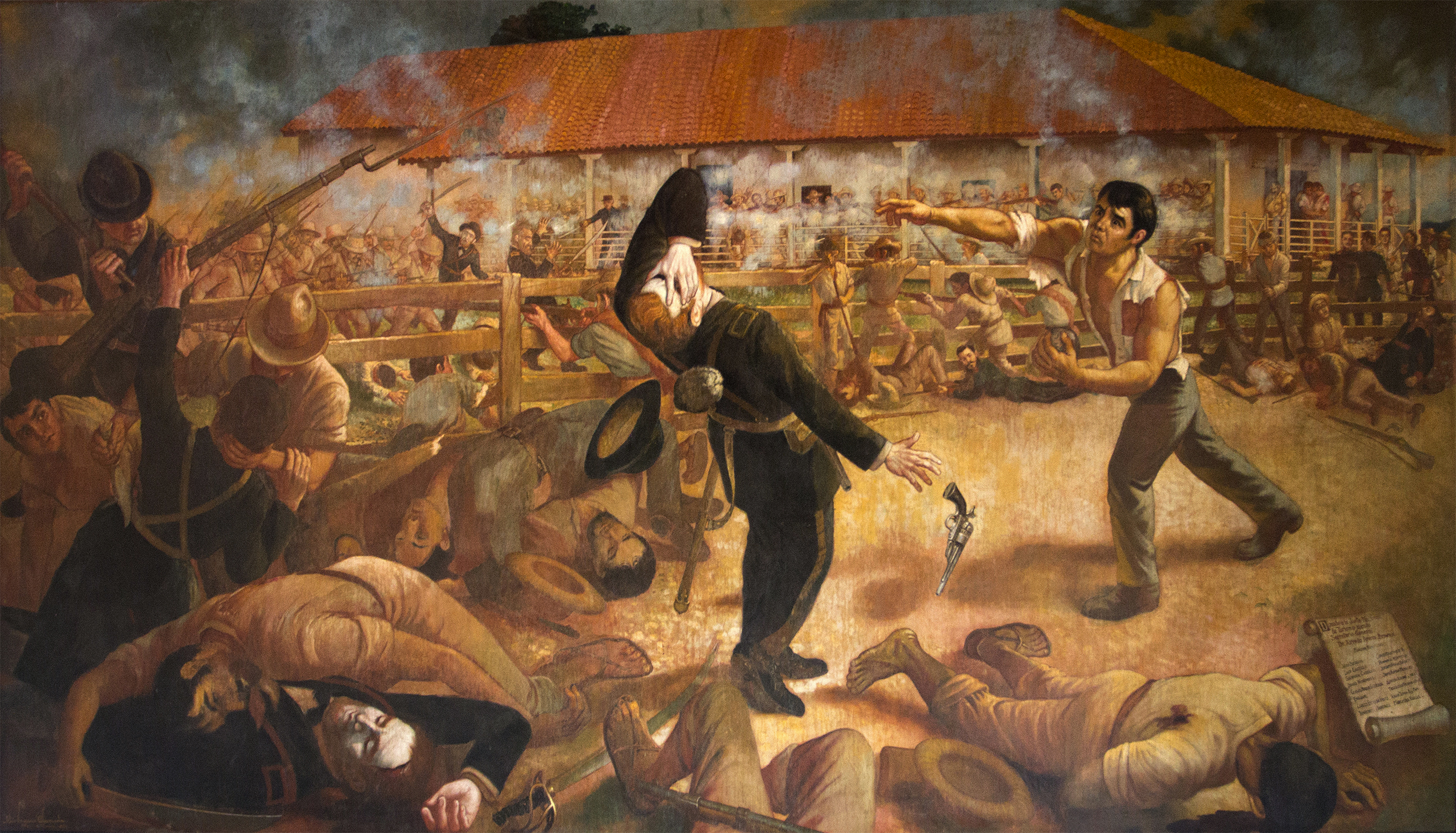
La Pedrada de Andrés Castro o La Batalla de San Jacinto.